# Hyundai BlueOn
Hyundai BlueOn – elektryczny samochód osobowy klasy miejskiej produkowany pod południowokoreańską marką Hyundai w latach 2010–2012.

## Historia i opis modelu

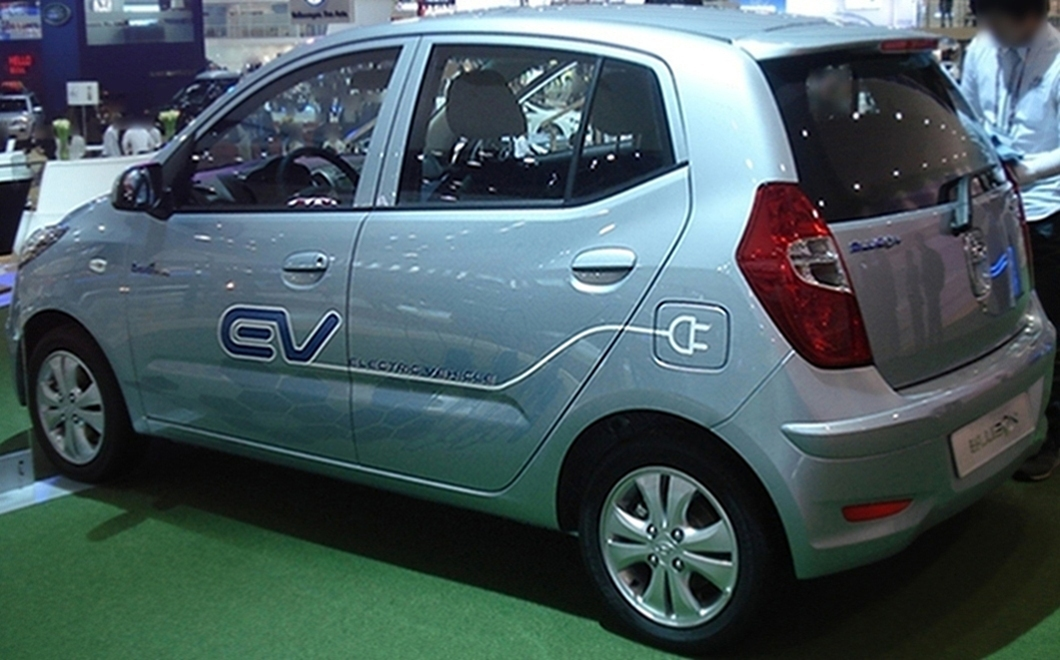
Hyundai BlueOn - tył

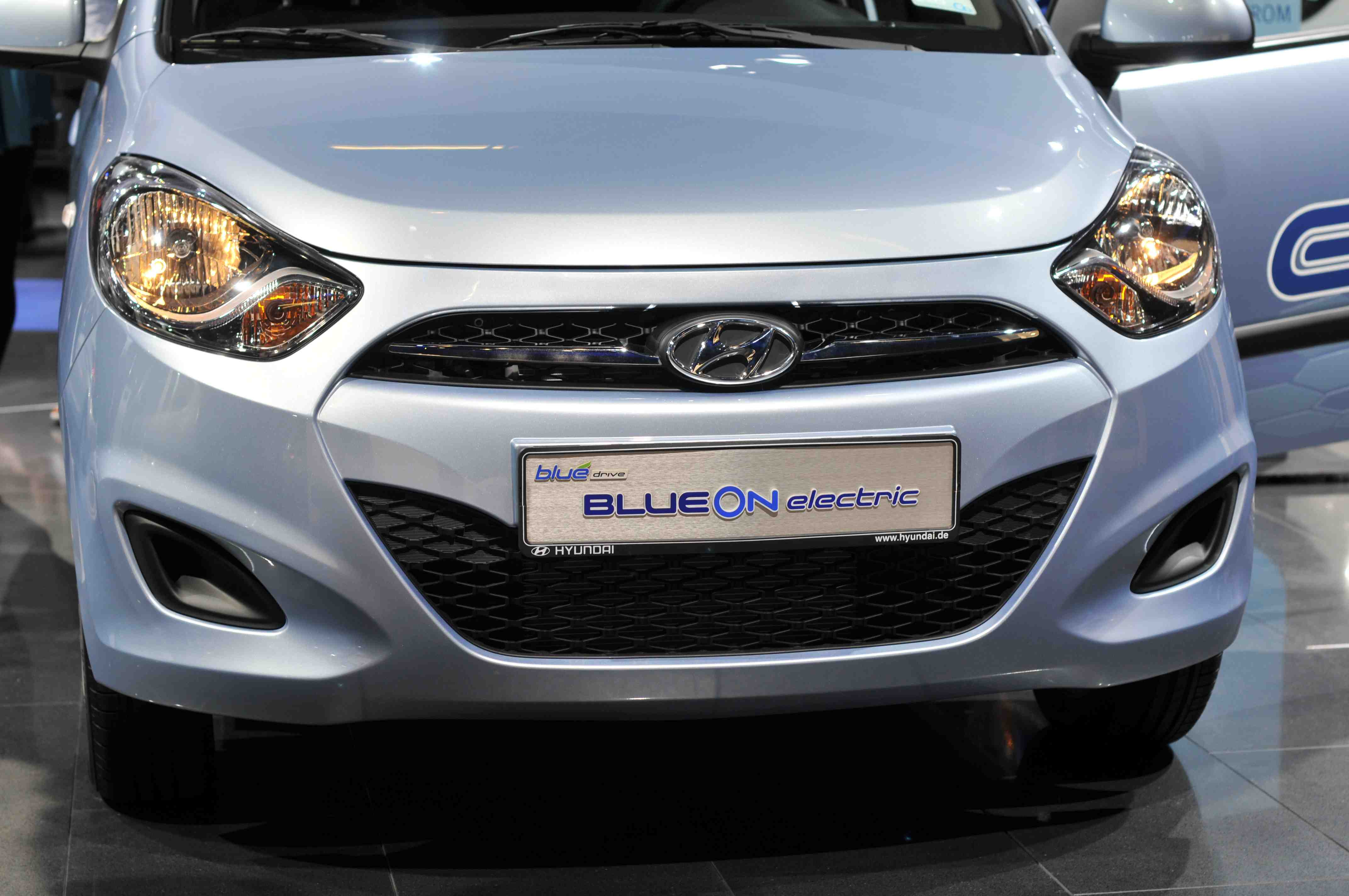
Hyundai BlueOn - pas przedni

Niewielki hatchback BlueOn został opracowany na bazie znanego na rynkach globalnych taniego spalinowego Hyundaia i10 jako pierwszy seryjny samochód elektryczny południowokoreańskiego producenta, nad którym prace pochłonęły równowartość koszt 34,3 milionów dolarów amerykańskich. 
Pod kątem wizualnym Hyundai BlueOn odróżniał się od spalinowego odpowiednika jedynie innym, specjalnym malowaniem nadwozia ze specjalnymi oznaczeniami modelu, a także ciemnymi wkładami reflektorów.

### Sprzedaż
Po premierze we wrześniu 2010 roku, która odbyła się w Korei Południowej, Hyundai do końca 2012 roku wyprodukował próbną pulę ok. 2,5 tysiąca egzemplarzy, które trafiły głównie do testów dla wyselekcjonowanych odbiorców flotowych na lokalnym obszarze, z czego 30 sztuk trafiło do instytucji rządu południowokoreańskiego.

### Dane techniczne
Układ napędowy Hyundaia BlueOn utworzyła 16,4-kWh bateria, która łącznie z silnikiem elektrycznym rozwijała moc 81 KM. Prędkość 100 km/h pojazd rozwija w 13,1 sekundy, z kolei maksymalny zasięg na jednym ładowaniu wynosi około 140 kilometrów z prędkością maksymalną do 130 km/h.